# Xiphorhynchus beauperthuysii
El trepatroncos ocelado septentrional (Xiphorhynchus beauperthuysii) es una especie —o la subespecie Xiphorhynchus ocellatus beauperthuysii, dependiendo de la clasificación considerada— de ave paseriforme de la familia Furnariidae, perteneciente al numeroso género Xiphorhynchus. Es nativa del noroeste de la cuenca amazónica en América del Sur. 

## Distribución y hábitat
Se distribuye en el noroeste de la Amazonia al norte del río Amazonas, en el este y sureste de Colombia, extremo sur de Venezuela (suroeste de Amazonas), este de Ecuador, noreste de Perú y noroeste de Brasil (hacia el este hasta el río Negro).
Su hábitat natural es el sotobosque y el estrato medio de selvas húmedas; en la mayoría de las localidades ocurre en bosques de terra firme, con árboles de gran altura.

## Sistemática

### Descripción original
La especie X. beauperthuysii fue descrita por primera vez por los naturalistas franceses Jacques Pucheran y Frédéric de Lafresnaye en 1850 bajo el nombre científico Nasica beauperthuysii; la localidad tipo es: «Pebas, margen norte del río Amazonas, Loreto, Perú».

### Etimología
El nombre genérico masculino «Xiphorhynchus» se compone de las palabras del griego «ξιφος xiphos»: espada, y «ῥυγχος rhunkhos»: pico; significando «con pico en forma de espada»; y el nombre de la especie «beauperthuysii», conmemora al médico microbiologista francés Louis Daniel Beauperthuy Desbonnes (1807-1871).

### Taxonomía
La presente especie es tratada como la subespecie X. ocellatus beauperthuysii del trepatroncos ocelado (Xiphorhynchus ocellatus), del sur del río Amazonas, por las principales clasificaciones, pero es reconocida como especie separada por Aves del Mundo (HBW), Birdlife International (BLI) y el Comité Brasileño de Registros Ornitológicos (CBRO), con base en la profunda divergencia genética encontrada en un análisis filogenético multilocular del complejo Xiphorhynchus pardalotus/ocellatus de Sousa-Neves et al (2013), sin embargo, esto no fue reconocido por el Comité de Clasificación de Sudamérica (SACC) que rechazó la Propuesta N.º 600 que propuso la separación de X. ocellatus en tres especies, debido a la insuficiencia de datos publicados de vocalizaciones.
La principal razón apuntada por Aves del Mundo para justificar la separación, aparte de las evidencias genéticas, es la notable diferencia de vocalización entre las aves del norte y del sur del río Amazonas.
El epíteto beauperthuysii reemplaza al utilizado previamente weddellii, ya que este último es posterior y tiene una localidad tipo vagamente definida, que puede hasta referirse a X. ocellatus.

### Subespecies
Según HBW se reconocen dos subespecies, pero la subespecie Xiphorhynchus beauperthuysii lineatocapilla (Berlepsch & Leverkühn, 1890) es conocida apenas por el holotipo, con zona de distribución incierta y tiene la localidad tipo probablemente definida de forma errada.